# The Beano
The Beano è una rivista antologica settimanale di fumetti pubblicata nel Regno Unito dalla DC Thomson esordita il 30 luglio 1938. Nel 2009 ha raggiunto i 3500 numeri pubblicati. Fra le pubblicazioni più popolari nel Regno Unito, nel 1950 arrivò a vendere quasi due milioni di copie.